# Spearman, Texas
Spearman là một thành phố thuộc quận Hansford, tiểu bang Texas, Hoa Kỳ. Năm 2010, dân số của xã này là 3368 người.

## Dân số
- Dân số năm 2000: 3021 người.
- Dân số năm 2010: 3368 người.